# Gábor Hajdu (n. 1976)
Gábor Hajdu (n. 2 noiembrie 1976, Miercurea Ciuc, România) este un deputat român, membru al Camerei Deputaților în legislatura 2020-2024.